# 里约热内卢皇宫
22°54′12.63″S 43°10′27.24″W / 22.9035083°S 43.1742333°W
里约热内卢皇宫（Paço Imperial，葡萄牙語發音：[ˈpasw ĩpeɾiˈaw], 葡萄牙語發音：[ˈpasw ĩpɨɾiˈaɫ]），是巴西里约热内卢市中心的一座历史建筑，建于18世纪，为巴西殖民地总督官邸。从1808年起，它被用来作为若昂六世（葡萄牙国王，后来又是巴西国王）的皇家住所。1822年，它成为巴西帝国君主佩德罗一世和佩德罗二世的市内宫殿，但不是居住地，而是作为工作场所。
皇宫位于市中心的十一月十五日廣場。由于其建筑和历史价值，它是巴西最重要的历史建筑之一。今天它是一个文化中心。

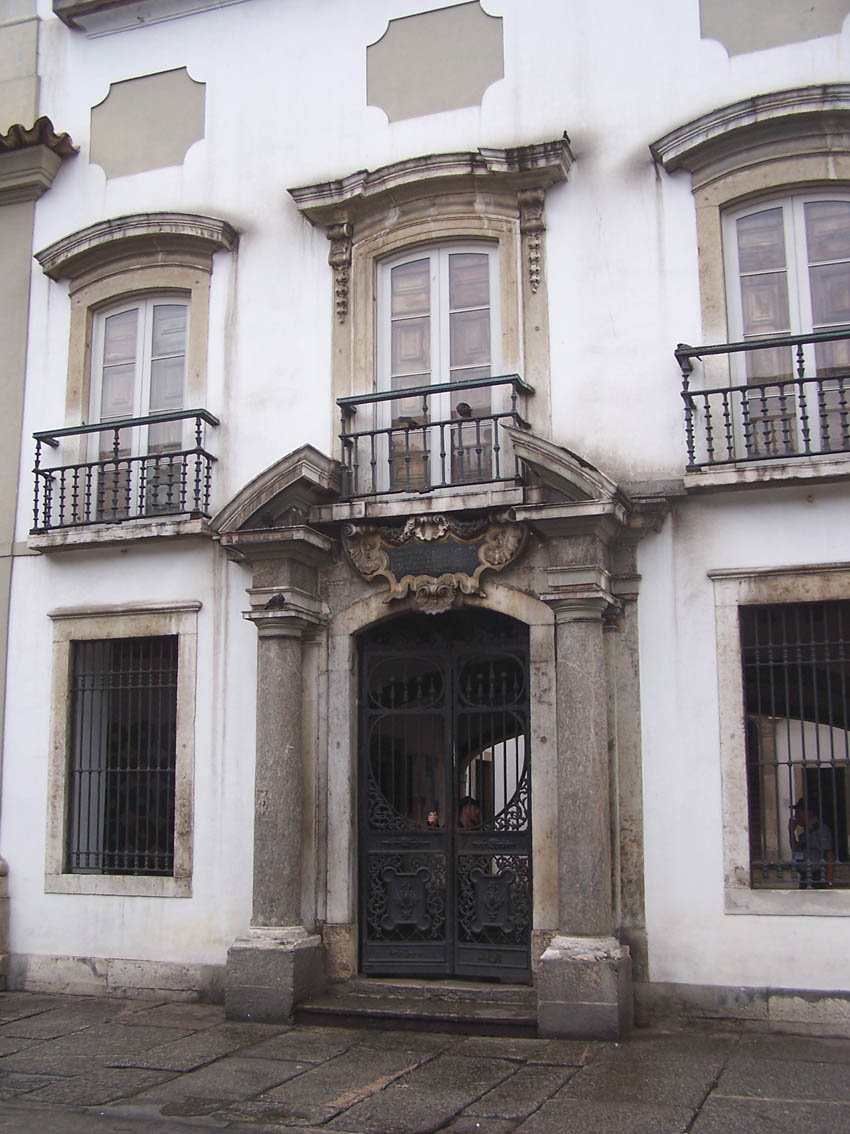